# Maik Handschke
Maik Handschke (* 19. Juli 1966 in Schwerin) ist ein deutscher Handballtrainer. Bis zum Jahr 2003 spielte er selbst als Profi bei verschiedenen Vereinen in Deutschland.

## Spielerkarriere
Handschke spielte bis zum zwanzigsten Lebensjahr in Schwerin Handball, wurde dann zum ASK Frankfurt (Oder) delegiert, wo er bis 1989 spielte. Danach war er von 1990 bis 1992 in Düsseldorf, von 1992 bis 1997 in Dormagen, von 1997 bis zum Ende der Saison 2000/01 beim TUSEM Essen und anschließend bis zum Ende der Saison 2002/03 beim VfL Gummersbach aktiv. Handschke wurde auf der Position des Kreisläufers eingesetzt.
Maik Handschke wurde 32-mal als Spieler für die deutsche Nationalmannschaft eingesetzt. Dabei erzielte er 53 Tore.

## Trainer
Neben seiner Spielertätigkeit übernahm Handschke ab September 2002 die Trainerposition beim Regionalligisten TuS Derschlag. Nach Beendigung seiner Spielerlaufbahn nahm er 2003 wurde er Trainer beim HC Empor Rostock an. Er führte den Verein in die 2. Bundesliga zurück. Zwischen November 2008 und April 2010 war er Trainer beim ThSV Eisenach in der 2. Bundesliga Süd.
Im Juli 2010 übernahm er das Traineramt beim damaligen Zweitligisten TUSEM Essen. 2012 gelang ihm mit dem TUSEM der Aufstieg in die Bundesliga. Im November 2012 trennte sich der Verein von Handschke. Von November 2013 bis September 2015 trainierte er den TV Großwallstadt. Im November 2015 übernahm Handschke den SV Mecklenburg Schwerin, den er bis zum Saisonende trainierte. Von Juli bis November 2016 trainierte er den Zweitligisten EHV Aue. Seit Sommer 2017 ist er als Sportdirektor beim luxemburgischen Handballverband tätig. Im September 2017 übernahm er zudem, zunächst interimsweise, das Traineramt der luxemburgischen Nationalmannschaft. Im März 2022 wurde Handschke beim luxemburgischen Handballverband freigestellt, um den TV Großwallstadt bis zum Saisonende 2021/22 trainieren zu können, er konnte dort den Verbleib in der 2. Bundesliga sichern und verließ den Verein nach Abschluss der Saison. Daraufhin kehrte er zum luxemburgischen Verband zurück.

## Sonstiges
Sein Sohn Felix Handschke ist Handballprofi.